# Sangat
Sangat là một thành phố và là nơi đặt hội đồng đô thị (municipal council) của quận Bathinda thuộc bang Punjab, Ấn Độ.

## Nhân khẩu
Theo điều tra dân số năm 2001 của Ấn Độ, Sangat có dân số 5396 người. Phái nam chiếm 53% tổng số dân và phái nữ chiếm 47%. Sangat có tỷ lệ 52% biết đọc biết viết, thấp hơn tỷ lệ trung bình toàn quốc là 59,5%: tỷ lệ cho phái nam là 57%, và tỷ lệ cho phái nữ là 47%. Tại Sangat, 13% dân số nhỏ hơn 6 tuổi.